# Butte (Montana)
Butte je město v USA, v západní Montaně. Leží v Skalnatých horách mezi horskými masivy Deer Lodge Range na severu a Pioneer Mountains na jihu, v nadmořské výšce 1760 m n. m. Město je uzavřeno v kotlině, kterou protéká řeka Clark Fork a je dostupné přes horské průsmyky Elk Park Pass (V, 6368 m n. m.), Pipestone Pass (JV, 6453 m n. m.) a Deer Lodge Pass (JZ, 5902 m n. m.) Zároveň se nachází v blízkosti hlavního kontinentálního rozvodí. Je sídlem okresu Silver Bow County a žije zde 33 525 obyvatel (2010).
Jižně od města se nachází regionální letiště Bert Mooney Airport a severozápadně od města leží město Anaconda.

## Významní rodáci
- Levi Leipheimer (* 24. října 1973) – cyklista